# (792) Metcalfia

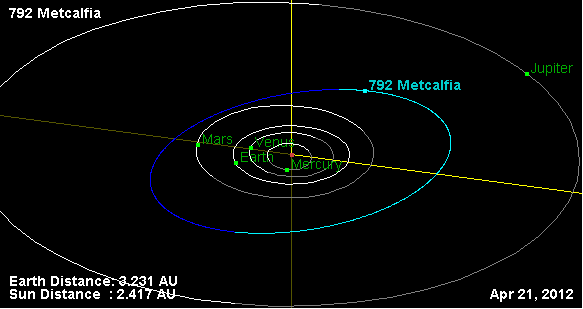
Trajectoire de la comète Metcalfia dans le système solaire.

(792) Metcalfia est un astéroïde de la ceinture principale découvert par l'astronome américain Joel Hastings Metcalf le 20 mars 1907.